# Anasaitis
Anasaitis is een geslacht van spinnen uit de familie springspinnen (Salticidae).

## Soorten
De volgende soorten zijn bij het geslacht ingedeeld:
- Anasaitis canosa (Walckenaer, 1837)
- Anasaitis decoris Bryant, 1950
- Anasaitis morgani (Peckham & Peckham, 1901)
- Anasaitis scintilla Bryant, 1950
- Anasaitis venatoria (Peckham & Peckham, 1901)